# Olceclostera
Olceclostera é um gênero de mariposa pertencente à família Bombycidae.